# Enchentes e deslizamentos em Petrópolis em 2022
As enchentes e deslizamentos de terra em Petrópolis, cidade localizada na Região Serrana no estado do Rio de Janeiro, Brasil, ocorreram no fim da tarde e na noite de 15 de fevereiro de 2022. Foram 775 deslizamentos de terra em toda a cidade, além de diversas ruas alagadas. Segundo o Centro Nacional de Monitoramento e Alertas de Desastres Naturais (Cemaden), foi a segunda maior tempestade da história de Petrópolis, sendo superada pelo temporal do dia 20 de março de 2022. Em seis horas, foram 260 mm de chuva, ultrapassando a média climatológica normal do mês, que é de 232 mm.
As enchentes e deslizamentos de terra causados pelas chuvas de fevereiro e de março, deixaram um total de 241 mortos; 1 pessoa está desaparecida,  segundo o portal de desaparecidos da Polícia Civil. A tragédia é a maior da história da cidade, superando a de 1988, que deixou 171 vítimas e a de 2011, deixando 73.
A prefeitura de Petrópolis declarou estado de calamidade pública. A Fecomércio calculou os prejuízos do município com o desastre em 78 milhões de reais, enquanto a Firjan calculou o prejuízo em 665 milhões de reais, o equivalente a 2% do PIB do município.

## Antecedentes

### Plano Municipal de Redução de Riscos

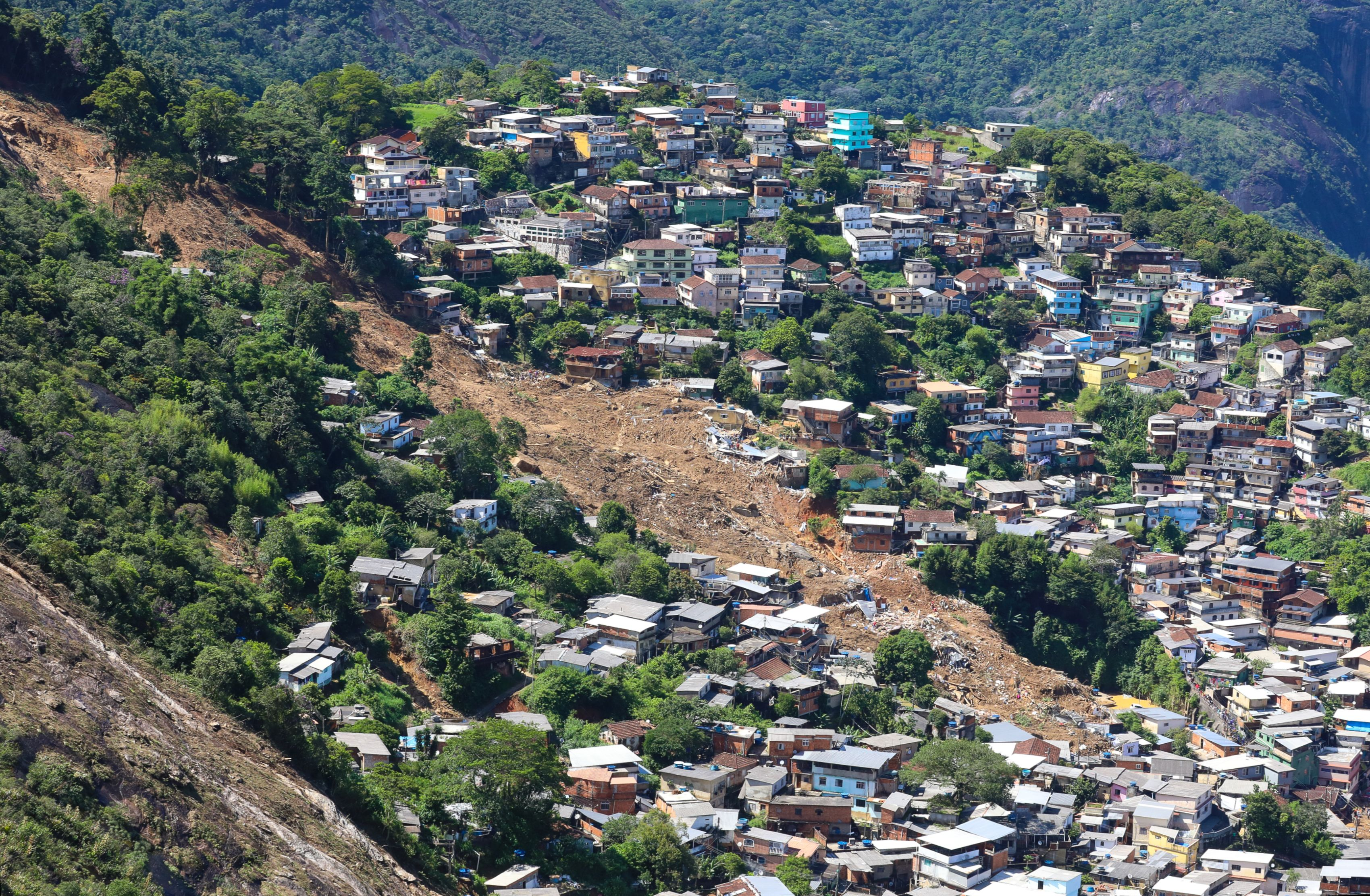
Fotografia aérea do Morro da Oficina após os deslizamentosː uma das áreas mais atingidas

A prefeitura de Petrópolis tinha conhecimento, ao menos desde maio de 2017, de um estudo que identificou 15.240 moradias com risco "alto" ou "muito alto" de destruição por consequência de chuvas no 1º Distrito da cidade. O Plano Municipal de Redução de Riscos foi realizado pela empresa Theopratique Obras e Serviços de Engenharia e Arquitetura. Nos cinco distritos do município, foram mapeados 27.704 imóveis considerados de risco, que ocupavam à época 10% da área urbanizada de Petrópolis.

### Aviso do Cemaden
As autoridades locais foram avisadas pelo Centro Nacional de Monitoramento e Alertas de Desastres Naturais (Cemaden) da possibilidade de "chuvas isoladas ao longo do dia, podendo deflagrar deslizamentos pontuais, especialmente nas regiões de serra e/ou densamente urbanizadas".  Entretanto, a despeito da intensidade da tragédia que viria a se desenhar algumas horas mais tarde, este alerta foi emitido colocando a situação apenas sob uma classificação de "risco moderado de ocorrência de deslizamentos".
Embora tenha emitido o alerta, o próprio Cemaden reconheceu ter sido incapaz de prever com antecedência  a intensidade do fenômeno. O órgão alega que não haviam condições que possibilitassem a previsão de uma chuva dessa magnitude num espaço tão curto de tempo.

## Tempestade

Acervo de Obras Raras do Instituto Municipal de Cultura

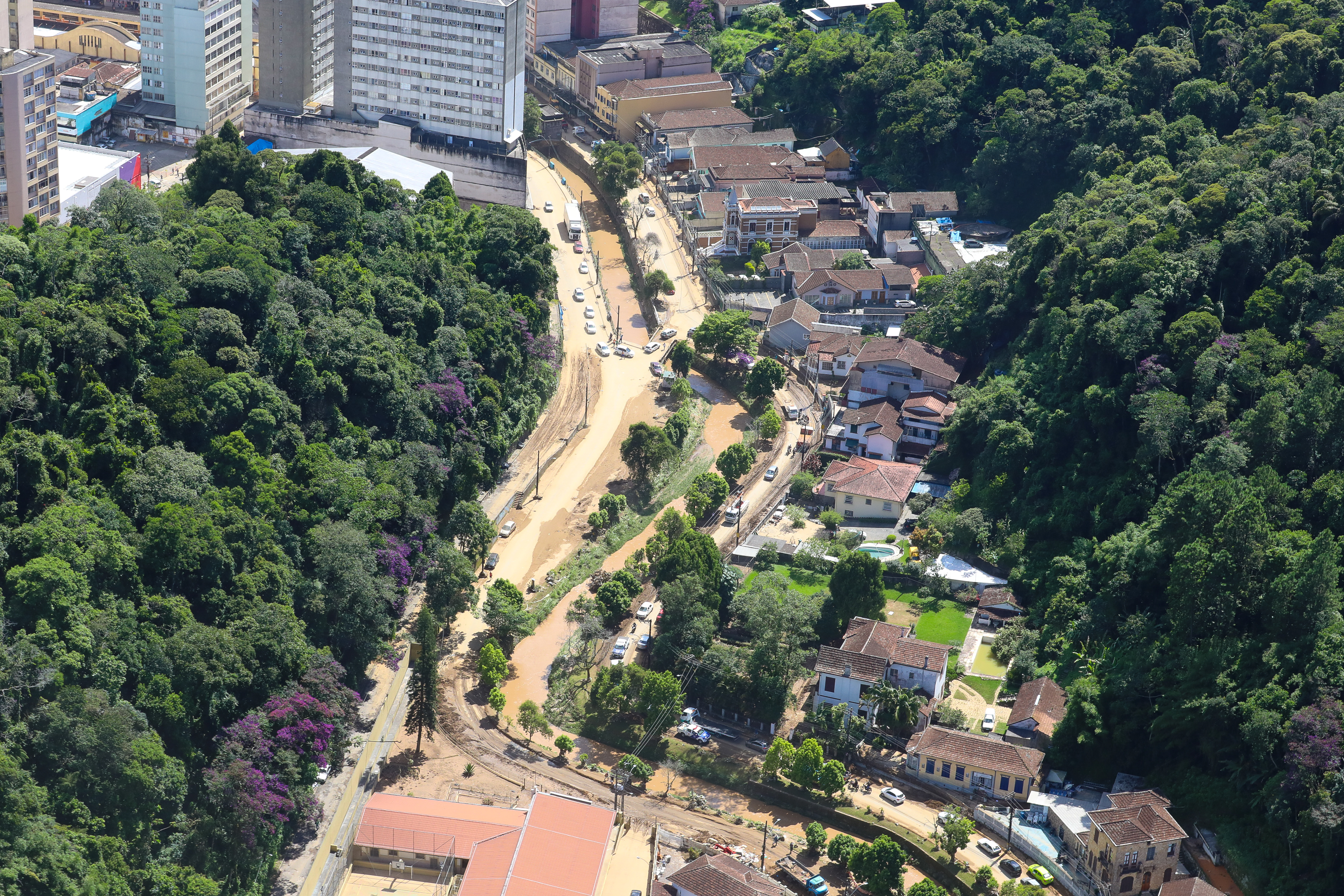
Fotografia aérea da área atingida na região central da cidade

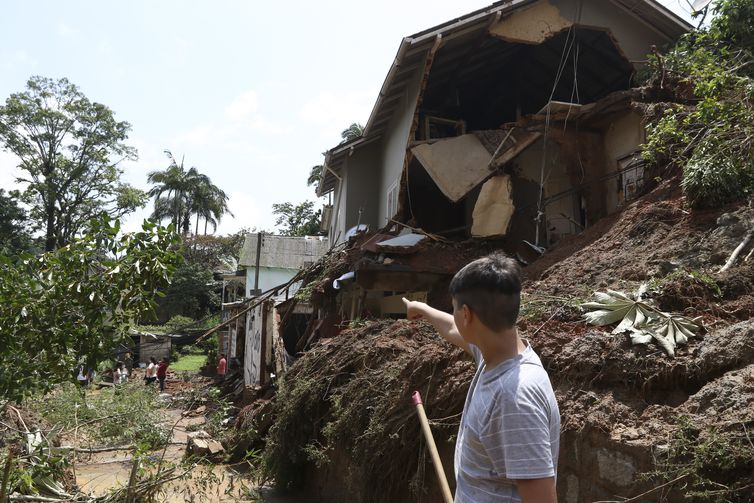
Casas destruídas pelos deslizamentos de terra

No dia 15 de fevereiro de 2022, uma tempestade inesperada fez cair três horas seguidas de chuvas. De acordo com o Cemaden, foram registrados 259,8 milímetros de chuva durante o dia todo, sendo 250 mm foram apenas entre 16h20 e 19h20. A média climatológica para fevereiro na cidade é de 185 milímetros. Foi a maior tempestade da história de Petrópolis, desde que se iniciaram as medições, em 1932. O recorde anterior havia ocorrido no dia 20 de agosto de 1952, quando choveu 168,2 mm em 24 horas.

### Impactos econômicos
Uma pesquisa realizada pelo Instituto de Pesquisas e Análises da Fecomércio e divulgada em 17 de fevereiro, mostrou que as fortes chuvas provocaram um prejuízo de mais de 78 milhões de reais no setor de bens, serviços e turismo do município.
Em 21 de fevereiro, a Federação das Indústrias do Estado do Rio de Janeiro (Firjan) divulgou os resultados de uma pesquisa sobre o impacto financeiro da tragédia. A perda estimada foi de 665 milhões de reais, o equivalente a 2% do PIB do município. Segundo o presidente da entidade, Eduardo Eugenio Gouvêa Vieira, as perdas superam 1 bilhão de reais, se incluídos os gastos com a reconstrução. Ainda segundo a instituição, as chuvas afetaram 65% das empresas da cidade, sendo que 85% ainda não haviam retomado as atividades.

### Vítimas
No mesmo dia, a unidade do Corpo de Bombeiros Militar na cidade já havia identificado pelo menos 18 mortos por causa dos eventos, número que aumentou para 94 no dia seguinte e para 181 no sétimo dia de buscas. 
O número de desaparecidos foi divulgado oficialmente e chegou a 218, porém concluiu-se que o saldo poderia ser maior. Em 21 de fevereiro, a Secretaria de Estado de Polícia Civil informou a identificação de 146 vítimas, incluindo 103 mulheres e 68 homens, dos quais 29 eram menores de idade. 24 pessoas foram resgatadas com vida.

### Novos temporais
Mais de um mês depois da tragédia, novos temporais atingiram o município, segundo a Defesa Civil do Rio de Janeiro. Ao menos 5 pessoas morreram e outras 3 estão desaparecidas. Segundo informações da imprensa, o volume pluviométrico no distrito de São Sebastião, chegou a 415 milímetros em apenas dez horas.

## Reações

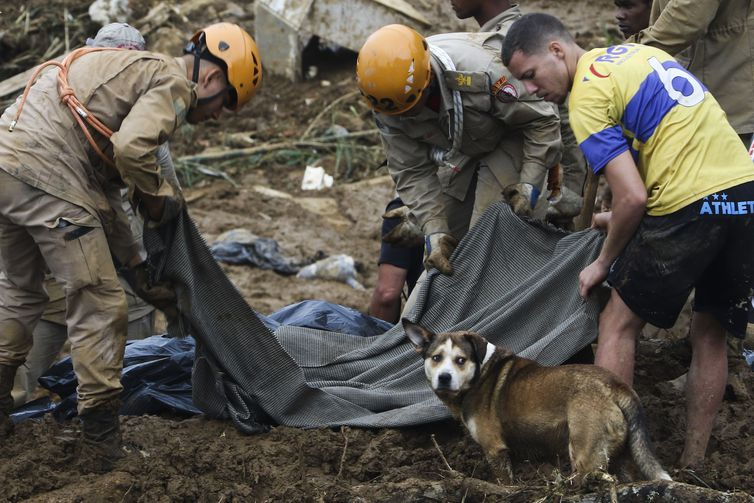
Socorristas durante as operações de resgate

### Governos estaduais
O governador do estado do Rio de Janeiro, Cláudio Castro (PL), avisou em suas redes sociais que mobilizou mais bombeiros e ambulâncias. O governador também foi até a região mais afetada de Petrópolis juntamente à Defesa Civil e o presidente da Assembleia Legislativa do Rio de Janeiro (ALERJ), André Ceciliano (PT), para analisar como proceder após o desastre.

#### São Paulo
O governo de São Paulo, enviou através do comando de seu governador João Dória (PSDB), equipe com quatro bombeiros e dois cães farejadores, após solicitação feita pelo governador do Rio de Janeiro Cláudio Castro (PL). Além dos bombeiros com cães farejadores, o governo do estado de São Paulo também disponibilizou Helicópteros Águia da Polícia Militar do Estado de São Paulo.

Bombeiros do estado do Rio Grande do Sul são enviados para auxiliar nas buscas na cidade.

#### Rio Grande do Sul
O governador do estado do Rio Grande do Sul, Eduardo Leite (PSDB), já havia disponibilizado a Defesa Civil e Corpo de Bombeiros para as buscas em Petrópolis logo após a divulgação da catástrofe ocorrida na cidade. Por conta da complexa logística de locomoção até a região, os bombeiros chegaram à cidade apenas no dia 20 de fevereiro. Os soldados gaúchos foram responsáveis por encontrar outra família de gaúchos que estavam soterrados sob os escombros, a família estava desaparecida após o desmoronamento de uma residência na região e com o auxílio dos cães farejadores do Corpo de Bombeiros da Brigada Militar foram localizados, infelizmente já sem vida.

### Governo federal

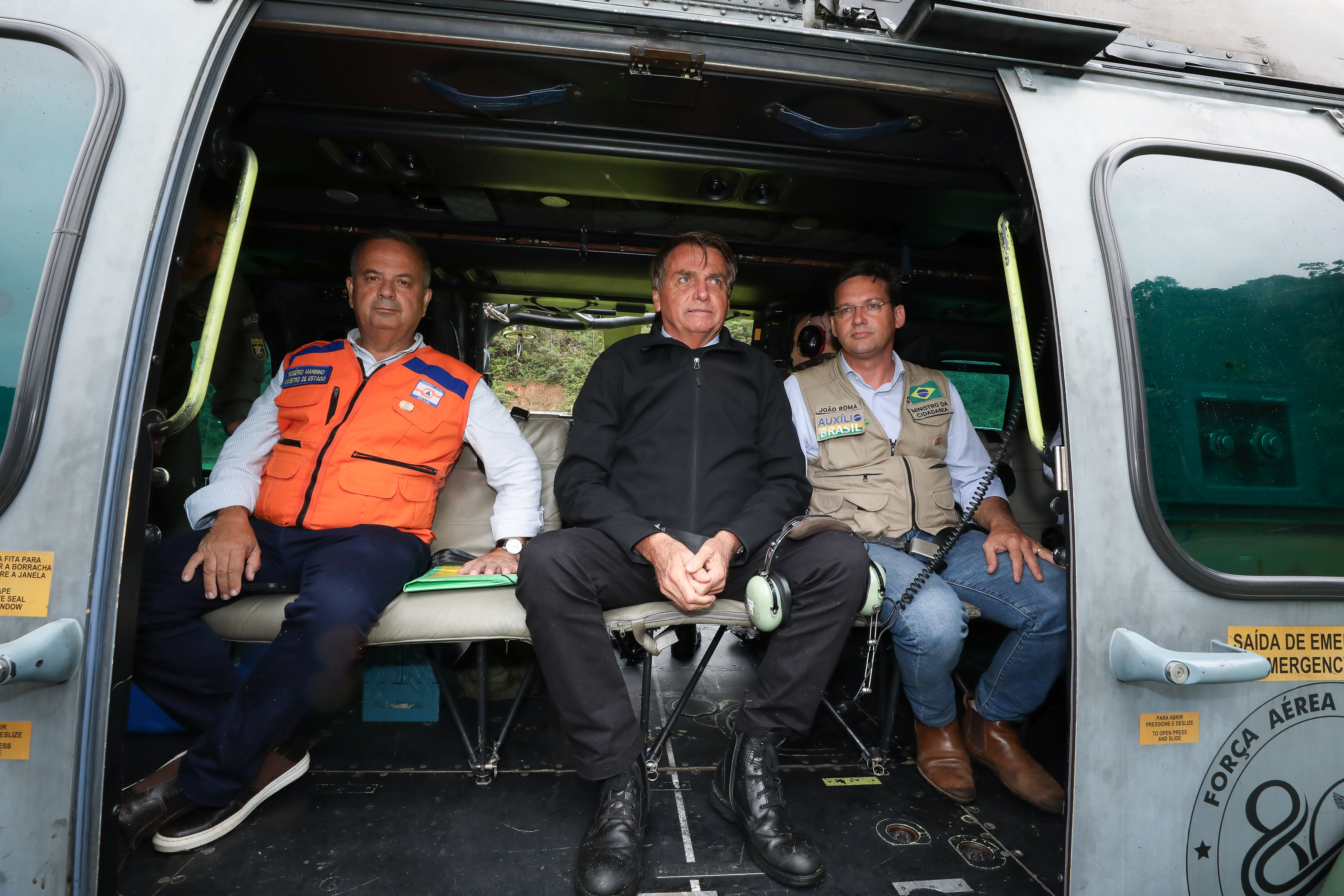
Jair Bolsonaro sobrevoou as áreas atingidas

O presidente Jair Bolsonaro (PL), que estava visitando a Rússia e a Hungria, entrou em contato com o ministro do Desenvolvimento Regional e o ministro da Economia para auxiliar as vítimas, além de conversar com o governador do estado do Rio. De acordo com o seu filho, Flávio Bolsonaro (PL), e depois confirmado em suas próprias redes sociais. Bolsonaro visitou Petrópolis no dia 18 de fevereiro. O governo federal também anunciou um aporte mínimo de R$ 2,3 milhões para a cidade.
A Caixa Econômica Federal informou que abriu uma agência em caráter emergencial para atender as vítimas de Petrópolis que necessitem efetuar o saque Calamidade do Fundo de Garantia do Tempo de Serviço (FGTS).
O Ministério da Saúde informou que deslocou equipes do Sistema Único de Saúde (SUS) para atender a região. Também foram doados 500 kg de medicamentos para o atendimento pós desastre, ao todo, foram enviados 32 tipos de medicamentos e 16 insumos para Petrópolis. Estes medicamentos serão utilizados para evitar proliferações de verminoses e viroses comuns após enchentes. Também foi estimado que 13 Unidades Básicas de Saúde (UBS), uma Unidade de Pronto Atendimento (UPA) e dois outros serviços de saúde tenham sido danificados pelo desastre.

### Governos estrangeiros

#### Vaticano
Em 18 de fevereiro, o Papa Francisco enviou uma mensagem ao bispo de Petrópolis, Gregório Paixão Neto, em que lamentou e declarou rezar pelas vítimas da tragédia. Em 20 de fevereiro, após a tradicional oração do Angelus, na Praça de São Pedro, no Vaticano, o pontífice falou sobre o assunto. Em sua declaração, citou os moradores de Petrópolis e da ilha de Madagascar, na África - recentemente atingida por tempestades tropicais e ciclones:
"Exprimo minha proximidade às populações atingidas por desastres naturais nos últimos dias. Estou pensando especialmente no sudeste de Madagascar, flagelado por uma série de ciclones, e na área de Petrópolis no Brasil, devastada por enchentes e deslizamentos de terra. Que o Senhor receba os mortos em sua paz conforte suas famílias e apoie aqueles que os estão ajudando."— Papa Francisco

#### Reino Unido
Em 21 de fevereiro, a Rainha Elizabeth II enviou uma mensagem de condolências ao Brasil para o presidente Jair Bolsonaro (PL). A monarca declarou profunda tristeza pela destruição causada na cidade.
“Meus pensamentos e orações estão com todos aqueles que perderam suas vidas, entes queridos e lares, bem como os serviços de emergência e todos aqueles que trabalham para apoiar os esforços de recuperação.”— Rainha Elizabeth II

## Questão do laudêmio
|                  | Bertrand de Orléans e Bragança | Logo do Twitter, um pássaro azul estilizado |
| @SAIRDomBertrand |                                |                                             |

            Sobre o laudêmio de Petrópolis:
Em virtude de comentários recentes, esclareço que minha Família imediata (meus irmãos, sobrinhos e eu) não recebe quaisquer quantias referentes ao laudêmio percebido pela Companhia Imobiliária de Petrópolis.

18 de fevereiro de 2022

A questão do laudêmio refere-se à taxa paga pela população de Petrópolis aos herdeiros do imperador Pedro 2º, que é recolhida pela CIP (Companhia Imobiliária de Petrópolis), administrada por dez herdeiros da Casa de Orleans e Bragança, da antiga Família Imperial brasileira.
Bertrand de Orleans e Bragança, pretendente ao título de príncipe imperial do Brasil e membro da família, lamentou as fortes chuvas que atingiram a cidade e negou no Twitter que sua família imediata receba recursos do laudêmio.
Contudo, houve críticas pela permanência da cobrança de tal tributo e, nesse contexto, o então deputado federal Marcelo Freixo (PSB-RJ) propôs um projeto de lei para destinar o laudêmio para ajudar na reconstrução da cidade.